# Evangeliar von Saint-Riquier

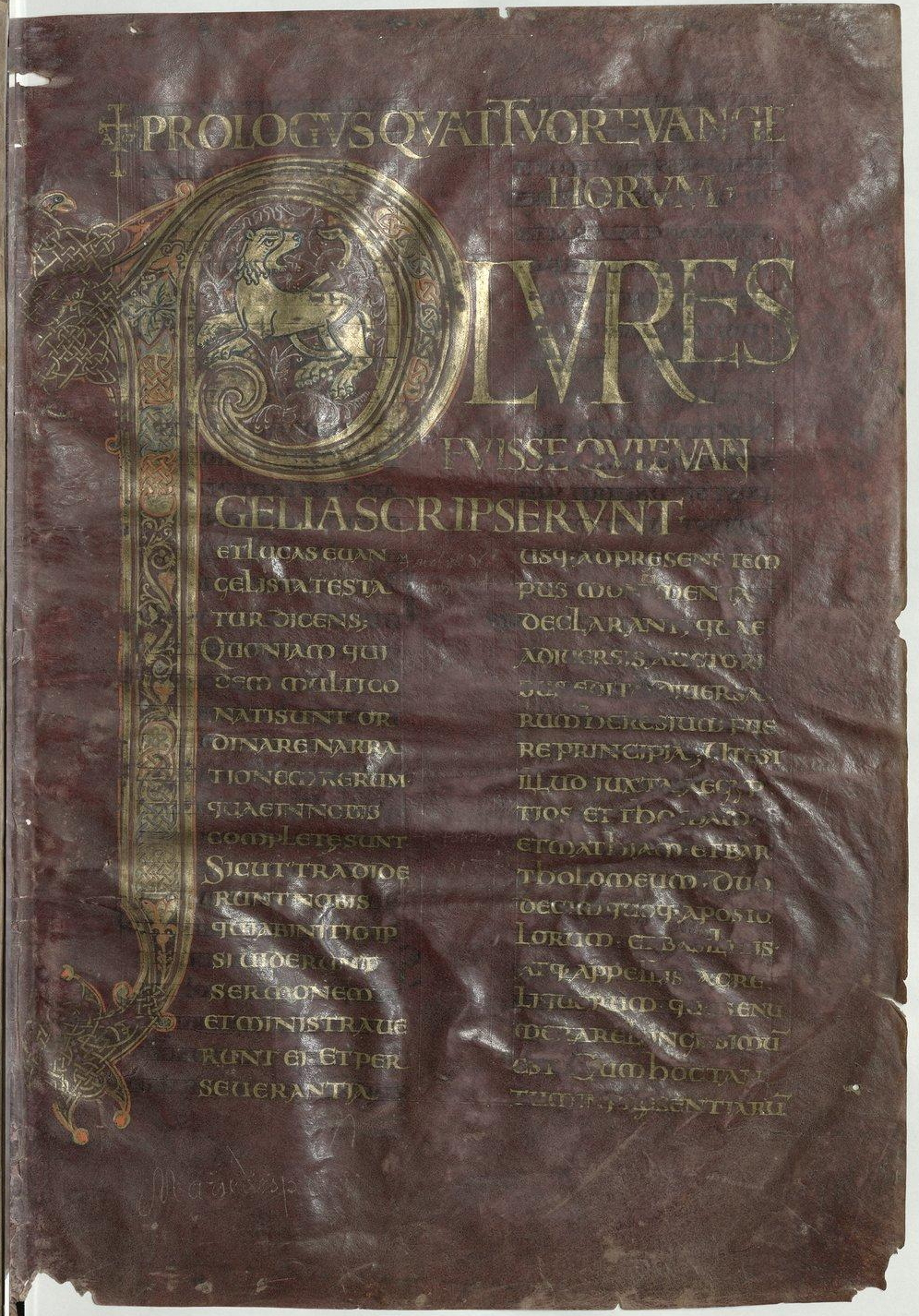
Incipit, fol. 1^{r}

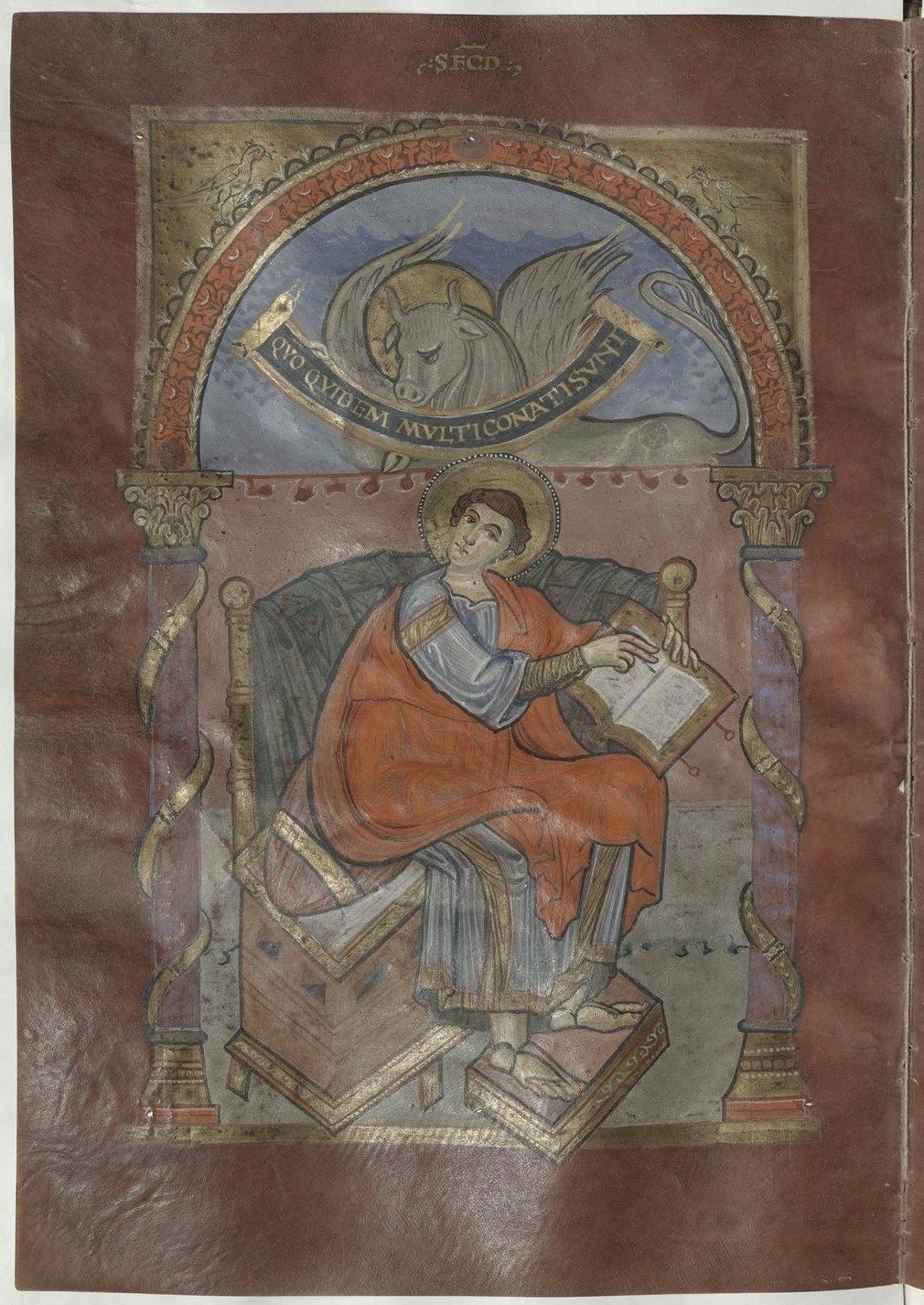
Evangelist Lukas, fol. 101^{v}

Das Evangeliar von Saint-Riquier, auch Evangeliar aus Centula oder Evangeliar in Abbeville genannt, ist eine karolingische Bilderhandschrift. Sie entstand zu Lebzeiten Karls des Großen, wohl kurz vor 800, an dessen Hofschule in der Aachener Königspfalz und gehört zu den herausragenden Zeugnissen der frühen karolingischen Buchmalerei. 
Das Evangeliar besteht aus 198 purpurnen Pergamentblättern im Format 355 x 247 mm. Die Textseiten sind mit Goldtinte beschrieben; dabei sind die Texte der vier Evangelien (fol. 1–188) in Unzialschrift, die capitula evangeliorum am Ende (fol. 189v–198r) in Minuskelschrift gehalten. Zum Buchschmuck gehören neben den ganzseitigen Porträts der vier Evangelisten Matthäus (fol. 17v), Markus (fol. 66v), Lukas (fol. 101v) und Johannes (fol. 153v) die kunstvoll ausgeschmückten Kanontafeln (fol. 10r–16v) sowie jeweils seitengroße, reich verzierte Initialen.
Die Handschrift war als Geschenk für Angilbert († 814) bestimmt, den Laienabt der Benediktiner-Abtei Saint-Riquier und Geliebten von Karls des Großen Tochter Bertha. Angilbert schenkte das Evangeliar zusammen mit zahlreichen weiteren Handschriften der Bibliothek seines Klosters, wo es 831 in einem Bestandskatalog nachgewiesen ist. Heute wird die Handschrift im nahen Abbeville verwahrt (Bibliothèque Municipale, Ms. 4).
Das Evangeliar, dessen Text und Ausgestaltung enge Verwandtschaft zum ebenfalls an der Aachener Hofschule entstandenen sogenannten Krönungsevangeliar aufweist, beeinflusste namentlich die westfränkischen Skriptorien des 9. Jahrhunderts.